# Mboh
Mboh (ou Mbo) est un village du Cameroun situé dans l'arrondissement (commune) de Fundong, le département du Boyo et la Région du Nord-Ouest.

## Population
Lors du recensement national de 2005, Mboh comptait 926 habitants.
Une étude locale de 2012 estime la population à 1 500 personnes, dont 600 hommes et 900 femmes.